# Астраханская казачья дивизия
Астраханская казачья дивизия — кавалерийское соединение в составе Вооружённых Сил Юга России.

## Формирование
Приказом главнокомандующего ВСЮР за №671 от 12 апреля 1919 года части расформированного корпуса Астраханского казачьего войска с 1 марта 1919 года были включены в состав Добровольческой армии с подчинением генерал-майору Кутепову. Ввиду малочисленности части корпуса и отдельной Саратовской бригады были сведены в 6-ю пехотную дивизию и Астраханскую отдельную конную бригаду.
Приказом главнокомандующего ВСЮР за №1296 от 27 июня 1919 года Астраханская отдельная конная бригада была переформирована в Астраханскую конную дивизию. В состав дивизии вошли 1-й и 2-й Астраханские казачьи полки, а также формируемые на базе Манычского калмыцкого полка окружного атамана Манычского округа зайсанга Гари Балзанова 3-й и 4-й Астраханские Манычские конные полки. 3 августа 1919 г. в её состав был включен 1-й Инородческий конный полк, сформированный из ставропольских туркменов и ногайцев.
Приказом главнокомандующего ВСЮР за №1773 от 8 августа 1919 года Астраханская конная дивизия была переименована в Астраханскую казачью дивизию.
В сентябре 1919 года дивизия составила резерв отряда под командованием генерал-лейтенанта Бабиева. В октябре 1919 года начальник дивизии генерал-майор Колосовский возглавил Черноярский сводный отряд, в составе которого была и Астраханская дивизия, действовавшая на Черноморском направлении.
На основании приказов главнокомандующего ВСЮР за №3012 от 16 апреля 1920 года и за №3081 от 28 апреля 1920 года 1-й Астраханский казачий полк дивизии был передан в Терско-Астраханскую бригаду, а 2-й Астраханский казачий полк — в Туземную бригаду.
Приказом главнокомандующего ВСЮР за №3139 от 6 мая 1920 года управление Астраханской казачьей дивизии и 3-й и 4-й Астраханские казачьи полки были расформированы.

## Состав

### Астраханская отдельная конная бригада (на 1 марта 1919 года)
- управление (из управления корпуса Астраханского казачьего войска)
- Астраханский казачий полк (бывший 1-й Астраханский казачий полк)
- Сводный Астраханский конный полк (из 2-го c добавлением кадра 3-го и 4-го Астраханских казачьих полков)
- 1-я Астраханская казачья конная батарея (из частей конной артиллерии корпуса Астраханского казачьего войска)

### Астраханская конная дивизия (на 3 августа 1919 года)
- 1-я бригада
  - 1-й Астраханский казачий полк (командир полковник Коваленко)
  - 2-й Астраханский казачий полк (командир полковник Халяев, Пётр Петрович)
- 2-я бригада
  - 3-й Астраханский Манычский казачий полк (командир полковник Корнилов, с декабря — подполковник Басов)
  - 4-й Астраханский Манычский казачий полк (командир полковник Зелио, Александр Анатольевич, с декабря — полковник Горбатовский)
  - 1-й Инородческий конный полк (командир — полковник Горбатовский)
- 4-й конно-артиллерийский дивизион (командир полковник Петровский):
  - 1-я Астраханская казачья батарея (4 орудия)
  - 9-я конная батарея (5 орудий)

## Командование дивизии
- Начальники:
  - до 4 августа 1918 года — генерал-лейтенант Зыков, Сергей Петрович
  - до октября 1919 года — генерал-майор Савельев, Виктор Захарьевич
  - генерал-майор Колосовский, Андрей Павлович
- Начальники штаба:
  - до 3 декабря 1919 года — полковник Реут
  - полковник Молостов, Василий Константинович